# Infidelidade

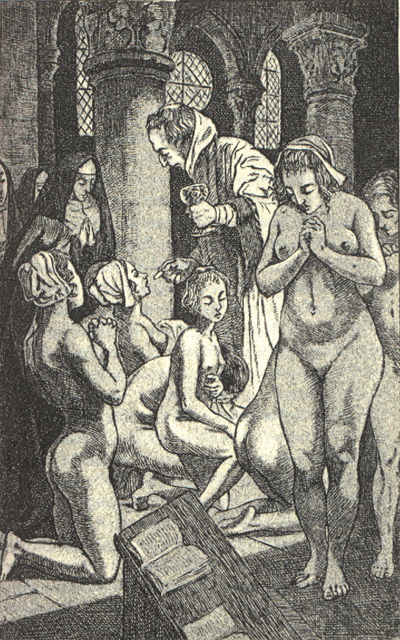
Exemplo de infidelidade religiosa

Infidelidade é uma ruptura da fé e ocorre vários contextos (por exemplo religioso).
Infidelidade é o descumprimento de um compromisso de fidelidade. É uma violação de regras e limites mutuamente acordados em um relacionamento. Em sua acepção mais comum, a fidelidade é manter relações amorosas somente com uma pessoa que é sua parceira ou parceiro. Portanto, a infidelidade é quebrar este pacto tácito de manter relações sexuais com uma pessoa que escolhemos como parceiro ou parceira.
A infidelidade pode significar a ruptura de qualquer compromisso que tenhamos assumido livremente e que por qualquer circunstância foi quebrado. Necessariamente não significa o mesmo que adultério.
O que constitui um ato de infidelidade não consiste apenas na presença do comportamento sexual. Mesmo dentro do relacionamento próximo alguns povos podem ter ideias e percepções muito diferentes da infidelidade.
Há várias concepções para o que seja infidelidade e podem variar de acordo com a cultura e o pensamento de cada indivíduo.

## Infidelidade conjugal
Uma pesquisa da London School of Economics aponta que homens com o QI mais alto têm menos tendência a trair suas mulheres. Segundo essa pesquisa, a relação entre a fidelidade masculina e a inteligência seria um sinal de evolução. Os cientistas não encontraram evidências semelhantes em relação ao comportamento feminino.

## Infidelidade causada pelas novas tecnologias (Cyber affair)
O tipo de infidelidade que hoje tem tido um papel de destaque no fim dos relacionamentos modernos.
Inclusive, é apontada como um dos principais problemas decorrentes das novas tecnologias, principalmente com o advento da internet e dos seus múltiplos meios e plataformas de comunicação.
Os relacionamentos ditos “virtuais” ou estabelecidos online, seja através de páginas ou apli- cativos para celulares, tem proporcionado um ambiente propício aos estabelecimento de relações envolvendo não só uma, mas várias pessoas em relações paralelas.

Neste caso, também não é necessário que exista entre os envolvidos o contato físico ou relação sexual. O simples fato de existir um comportamento que remeta ao cortejo ou troca de artefatos áudio-visuais implica no que denominamos Cyber Affair.